# Temma Matsuda
Temma Matsuda (松田 天馬 Matsuda Tenma?, Mashiki, Kumamoto, 11 de junio de 1995) es un futbolista japonés que juega como centrocampista en el Kyoto Sanga F. C. de la J1 League.

## Trayectoria

### Clubes
| Club              | País  | Año       |
| ----------------- | ----- | --------- |
| Shonan Bellmare   | Japón | 2017-2020 |
| Kyoto Sanga F. C. | Japón | 2021-     |

## Estadística de carrera

### J. League
| Club            | Año   | J. League | J. League | Copa J. League | Copa J. League | Total | Total |
| Club            | Año   | Part.     | Goles     | Part.          | Goles          | Part. | Goles |
| --------------- | ----- | --------- | --------- | -------------- | -------------- | ----- | ----- |
| Shonan Bellmare | 2017  | 3         | 0         | -              | -              | 3     | 0     |
| Total           | Total | 3         | 0         | 0              | 0              | 3     | 0     |

## Palmarés

### Títulos nacionales
| Título         | Club            | País  | Año  |
| -------------- | --------------- | ----- | ---- |
| J2 League      | Shonan Bellmare | Japón | 2017 |
| Copa J. League | Shonan Bellmare | Japón | 2018 |